# Patrice Bergeron
Patrice Bergeron-Cleary (L'Ancienne-Lorette, 24 luglio 1985) è un ex hockeista su ghiaccio canadese professionista.

## Carriera
Per tutta la sua lunga carriera, iniziata nella stagione 2003-04 e terminata alla fine della stagione 2022-23, ha giocato quasi sempre nella National Hockey League con la squadra dei Boston Bruins. Uniche eccezioni, la stagione 2004-2005 giocata con il farm team in American Hockey League di Boston, i Providence Bruins, e alcuni incontri disputati con l'Hockey Club Lugano nella prima parte della stagione 2012-2013, quando la NHL era ferma a causa del lockout.
Il 15 giugno 2011 è diventato il venticinquesimo membro del Triple Gold Club dopo che Boston ha conquistato la Stanley Cup; aveva già vinto la medaglia d'oro olimpica a Vancouver 2010 (una seconda arriverà poi a Soči 2014) e l'oro mondiale nel 2004.

## Palmarès

### Club
- Stanley Cup: 1

Boston: 2010-2011
- Coppa Spengler: 1

Team Canada: 2012

### Nazionale
- Giochi olimpici: 2

Canada: Vancouver 2010, Soči 2014
- Campionato mondiale di hockey su ghiaccio: 1

Canada: Repubblica Ceca 2004
- Campionato mondiale Under-20: 1

Canada under 20: Stati Uniti 2005

### Individuale
- Triple Gold Club:

Membro dal 15 giugno 2011
- Frank J. Selke Trophy: 6

2011-2012, 2013-2014, 2014-2015, 2016-2017, 2021-2022, 2022-2023
- King Clancy Memorial Trophy: 1

2012-2013
- NHL Foundation Player Award: 1

2013-2014
- NHL MArk Messier Leadership Award: 1

2020-2021
- NHL All-Star Game: 3

2015, 2016, 2022